# Jones Beach

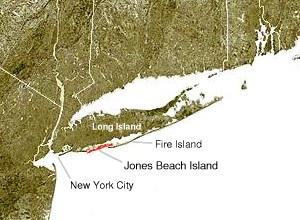
Położenie Jones Beach względem wyspy Long Island

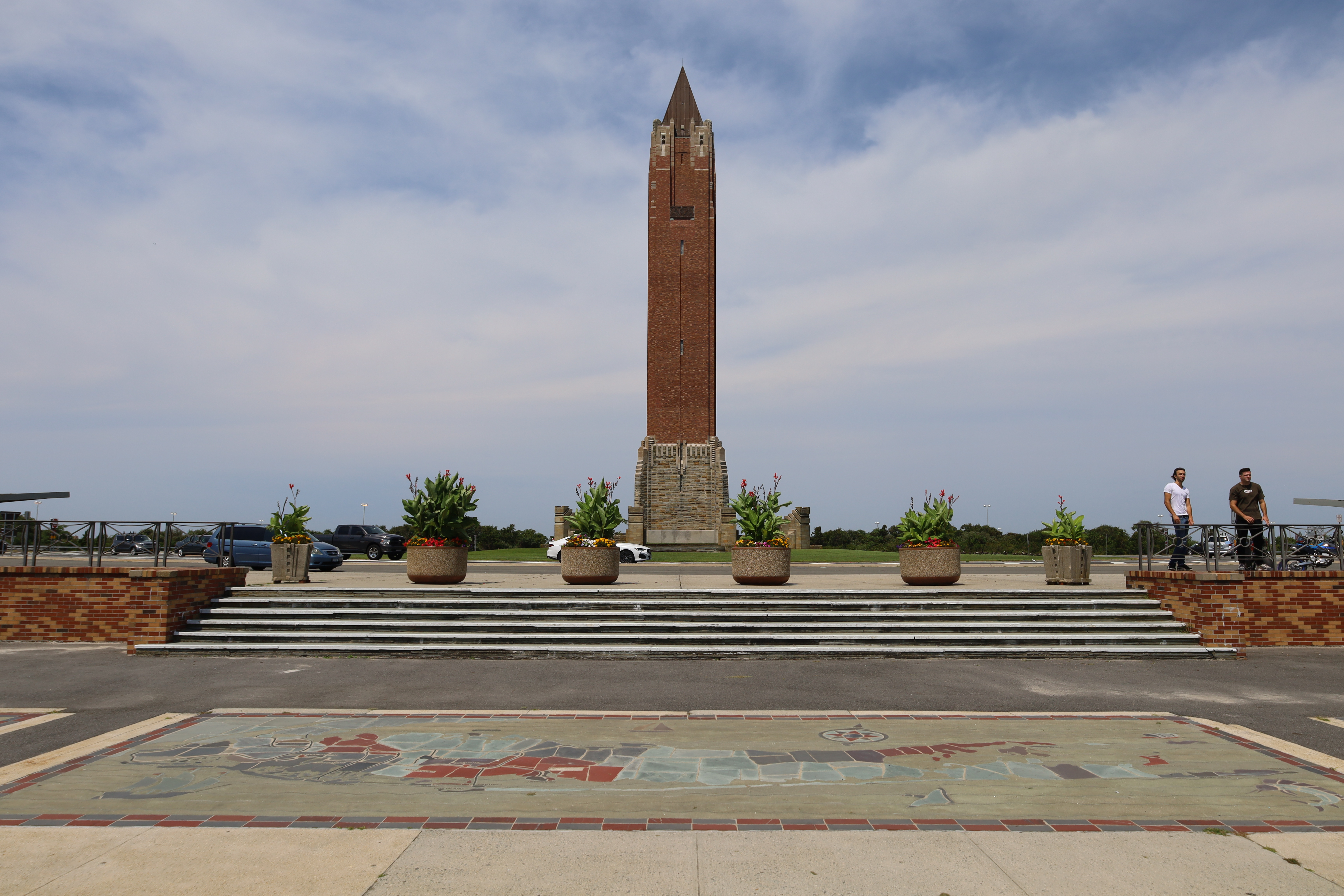
Wieża ciśnień na Jones Beach

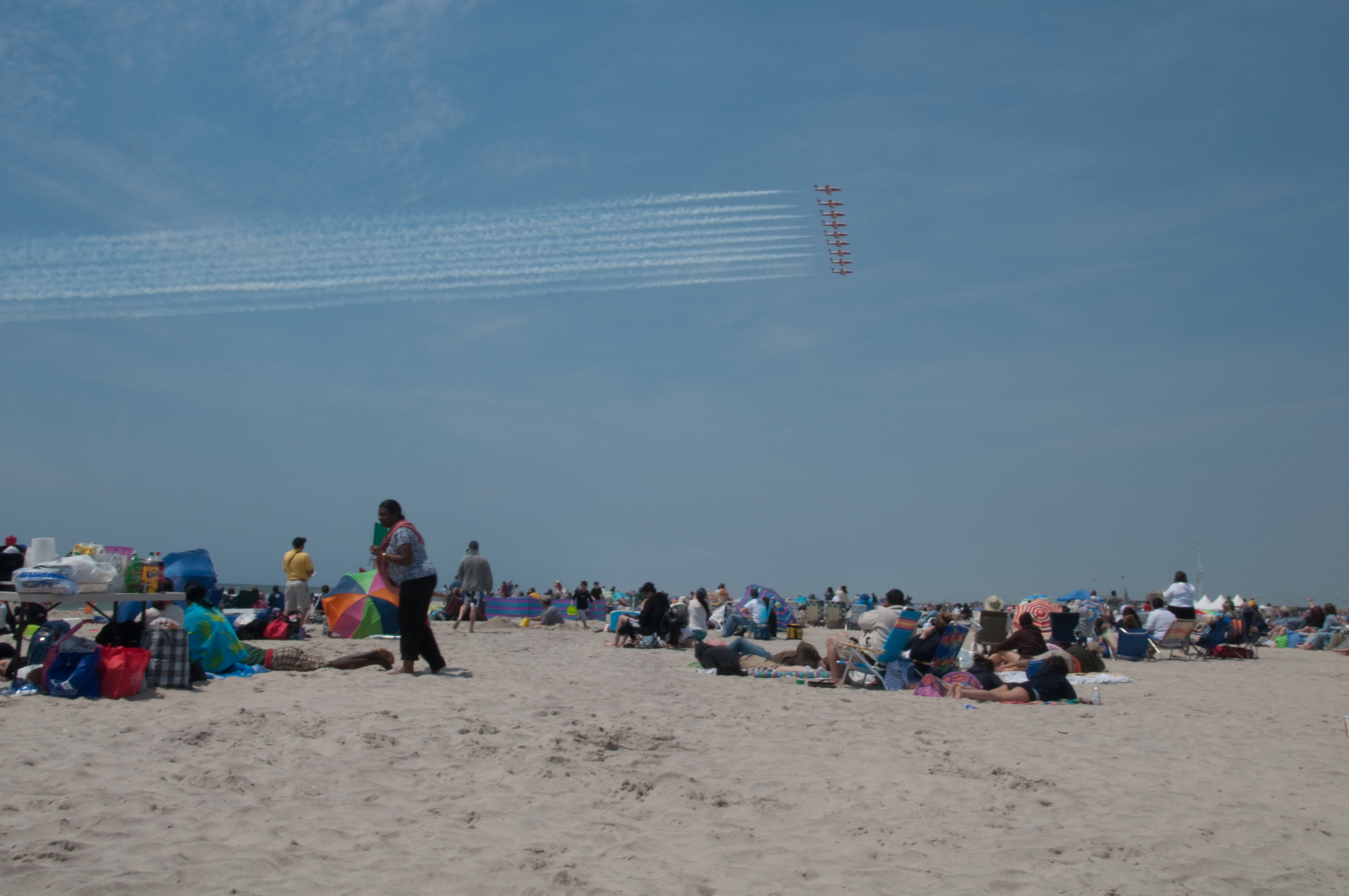
Plaża Jones Beach z samolotami uczestniczącymi w Bethpage Air Show

Jones Beach – wyspa barierowa wzdłuż południowego brzegu wyspy Long Island na atlantyckim wybrzeżu Stanów Zjednoczonych w stanie Nowy Jork.
Wyspa Jones Beach od długości 27 kilometrów jest drugą co do wielkości z czterech wysp barierowych oddzielających Long Island od otwartego Atlantyku. Z około 350 domami, jest najsłabiej zaludnioną z czterech wysp. Swoja nazwę czerpie od nazwiska irlandzkiego imigranta Thomasa Jonesa, który osiedlił się tu w 1688 roku. W 1929 roku, na wyspie utworzona została publiczna plaża o tej samej nazwie, a następnie park stanowy o nazwie Jones Beach State Park, który jest drugim najczęściej odwiedzanym parkiem stanowym stanu Nowy Jork, po Niagara Falls State Park z wodospadem Niagara.
Mieszcząca się na wyspie publiczna plaża Jones Beach od długości 10,5 km jest jedną z największych i najczęściej odwiedzanych plaż na świecie. W latach 70. XX wieku z rekreacji na niej korzystało 13 milionów osób rocznie. Jednym z najbardziej charakterystycznych punktów krajobrazu Jones Beach jest wieża ciśnień, zwana przez okolicznych mieszkańców „the pencil” lub „the needle” oraz otwarty w 1952 roku amfiteatr o pojemności 15 000 widzów. Nad plażą Jones Beach odbywają się też związane z dużymi tradycjami lotniczymi Long Island doroczne pokazy lotnicze Bethpage Air Show, oglądane przez około 400 000 widzów.